# Asciano Pisano
Asciano Pisano è una frazione del comune italiano di San Giuliano Terme, nella provincia di Pisa, in Toscana.

## Geografia fisica
Asciano è situata ai piedi dei Monti Pisani, in una vallata delimitata a nord-est dal Monte Faeta, a est dal Monte Costia e a ovest dal Monte Castellare.

## Origini del nome
L'origine del toponimo è data da un veterano romano chiamato Axianus al cui termine della guerra contro i Liguri fu assegnato il controllo del villaggio di Asciano.

## Storia

### Dalla preistoria ai romani
La più antica testimonianza di presenza umana in questi luoghi si ha da un reperto di un bifacciale acheuleano che attesta la presenza umana ad Asciano dai 28 ai 14 000 anni fa. Altre frequentazioni preistoriche si possono trovare nella grotta Riparo della Romita dove vari resti stratificati datano che le attività dell'uomo si sono susseguite dal 5000 a.C. fino ai romani.
La dominazione etrusca interessò almeno dall'XI secolo a.C. i Monti Pisani e la bassa valle del Serchio. È ormai ampiamente superata la tesi che in queste zone fossero stanziati i Liguri, in quanto a sud delle Apuane sono numerose le testimonianze di cultura mediotirrenica nell'età del Bronzo e villanoviana nell'età del Ferro, espressioni della civiltà etrusca degli albori, mentre sono pressoché assenti i legami con l'area di Canegrate e Golasecca, presenti negli stessi periodi a partire dall'area effettivamente abitata dai Liguri (Versilia, media Valle del Serchio, Garfagnana e Lunigiana).
I romani raggiunsero questi luoghi nel 238 a.C., quando Pisa ospitò l'esercito degli alleati romani in guerra contro i Liguri. Il conflitto terminò nel 177 a.C. con la costruzione di Luni. Dopo la fine della guerra alcuni veterani ottennero territori ai piedi dei Monti Pisani chiamandoli con il loro nome: Axianus prese l'attuale territorio di Asciano.

### Alto Medioevo
Da allora non ci sono più notizie di Asciano fino al 975 d.C., anno in cui una pergamena della Primaziale Pisana cita la presenza di un castello a protezione della Repubblica Pisana. Questo castello, detto Castelvecchio successivamente alla costruzione di quello nuovo, era posto alle pendici del Monte Costia, l'attuale Casa Pian di Asciano. Il castello era posto a sorveglianza della via Piemonte, importante perché era la principale via di attraversamento dei monti per raggiungere Lucca. Il 18 giugno 1168 i lucchesi, con l'aiuto di Genova, invasero molti territori ai piedi dei monti, incluso Asciano, dove non trovarono molta resistenza. Dopo che anche il castello di Agnano andò in mano ai lucchesi per il tradimento del Capitano Tancredi Visconti, la Repubblica di Pisa si decise a riprendersi entrambi i castelli progettando un ingegnoso assedio. Essi infatti assediarono sia il castello di Agnano che quello di Corvara, quest'ultimo molto caro ai lucchesi. I lucchesi quindi restituirono il castello di Asciano e quello di Agnano ai pisani e la guerra cessò. Dopo questi fatti Asciano visse un lungo periodo di prosperità fino al 1269 quando i lucchesi, forti di una alleanza con Firenze, tentarono nuovamente di attaccare Pisa occupando Asciano, dove per spregio coniarono le loro monete. Il 2 settembre 1275 i lucchesi fecero un'altra incursione, ma con armi più evolute come la bombarda e il falconetto, ottenendo molti prigionieri ghibellini. In quegli anni la flotta pisana fu sconfitta dai genovesi nella battaglia della Meloria del 1284.
Negli anni a seguire i lucchesi ripresero più volte il controllo del castello, facendovi appendere alcuni grandi specchi sulla torre maggiore con la scritta: «specchiatevi qui dentro, voi altre pisane». Dopo questo affronto nel 1313 Uguccione della Faggiola distrusse il contado lucchese arrivando più volte sotto le mura di Lucca. Indi propose un armistizio a Ripafratta chiedendo la restituzione dei castelli occupati, ma i lucchesi, per voce di Bonturo Dati, dichiararono che avrebbero restituito tutti i castelli tranne quello di Asciano, ricordando gli specchi affissi. A questa dichiarazione Banduccio Bonconti rispose che entro 8 giorni le donne pisane avrebbero avuto dozzine di specchi. Quindi Uguccione radunò 400 cavalieri e 10000 fanti che fece entrare nel territorio lucchese dal passo di San Giuliano Terme e da lì iniziarono a razziare tutti i paesi che incontravano fino ad arrivare sotto le mura lucchesi il 18 dicembre dello stesso anno. I lucchesi intanto si rivoltarono a Bonturo Dati che dovette andare in esilio e l'assedio finì. I pisani rientrarono in possesso di tutti i castelli allora occupati dei lucchesi, compreso quello di Asciano. Nel 1314 Uguccione fece demolire i castelli di Asciano, Pontasserchio, Avane, Castiglione e Molina di Quosa, perché ogni volta che venivano conquistati erano una forte preoccupazione per Pisa. Il castello di Asciano venne però ricostruito poco dopo in pianura in corrispondenza dell'incrocio dell'attuale via delle Sorgenti e via dei Condotti. Il nuovo castello respinse un attacco dell'Imperatore Carlo IV di Boemia, facendo oltre 40 prigionieri. Purtroppo venne parzialmente distrutto dai fiorentini all'inizio del XVI secolo quando usarono l'artiglieria per gli attacchi, e una volta conquistata Pisa non ebbero più alcun interesse a mantenerlo efficiente.
Intanto la popolazione si Asciano si era allargata e comprendeva molti nuclei abitativi seguendo la strada Lungomonte. Nel 1315, da un documento chiamato "Partito", si evince che c'erano circa 200 abitanti; nel 1428 gli abitanti erano aumentati a circa 400. Dal censimento del 1846 gli abitanti erano a quota 1369. La campagna tuttavia era deserta a causa delle ripetute esondazioni dell'Arno e dello stato paludoso che tale area aveva assunto. Il ripopolamento venne favorito grazie alle politiche Medicee.
Asciano perse così importanza fino alla costruzione dell'Acquedotto Mediceo per portare l'acqua delle varie sorgenti della Valle delle Fonti fino all'interno delle mura di Pisa. La costruzione, iniziata del 1588 e terminata nel 1613, fu avviata da Cosimo I con la costruzione delle polle e della prima condotta forzata sotterranea; successivamente fu scelto di proseguire l'acquedotto con archi sopraelevati. Ad Asciano risiedeva il Fontaniere, il quale aveva il compito di regolare il flusso dell'acqua verso Pisa, garantendone la limpidezza.

## Monumenti e luoghi d'interesse

### Architetture religiose

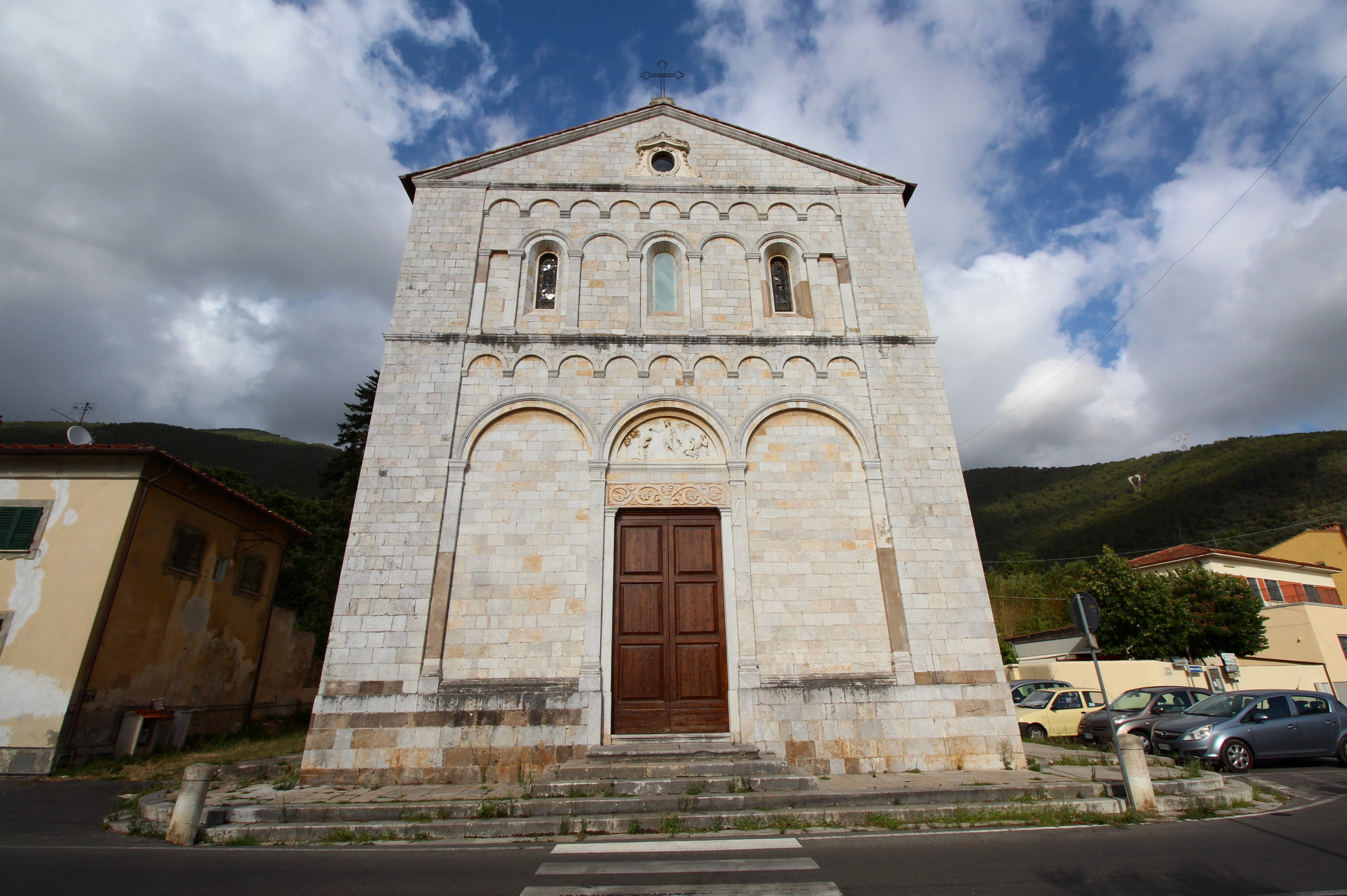
La chiesa di San Giovanni Battista

- Chiesa e monastero di Santa Maria di Mirteto
- Pieve di San Giovanni Battista
- Cappella di San Rocco
- Cappella della Madonna di Fatima

### Architetture civili
- Acquedotto Mediceo
- Villa Belvedere
- Villa Bernardi
- Villa Borri
- Villa da Pisa
- Villa Monti
- Villa Scerni
- Villa Tonelli
- Villa Lungomonte

### Aree naturali
- Area naturale protetta di interesse locale Valle delle Fonti

## Società
Associazioni di volontariato
La Pubblica Assistenza Società Riunite in Pisa è presente con una Sezione della sua Associazione, fornendo numerosi servizi alla cittadinanza.